# Scala (programski jezik)
Scala je naziv programskog jezika prvi put javno objavljenog 2003. godine, koji se izvršava unutar JVM-a, dakle izvorni kôd napisan u Scali prevoditelj prevodi u bajtkod koji se izvršava u JVM-u.

## Primjer programa
```
 
object
 
HrWiki
 
extends
 
App
 
{

   
println
(
"Ovo je programiranje na hrvatskoj wikipediji!"
)

 
}

```

Za razliku od Jave, u ovom primjeru ne definira se klasa niti main metoda, nego se definira singleton - object (HrWiki) koji nasljeđuje App.
Ako je program snimljen u datoteku HrWiki.scala, prevodi ga se naredbom iz terminala odnosno konzole:
```
$ 
scalac
 
HrWiki.scala

```

Te izvršava:
```
$ 
scala
 
HrWiki

```

Drugi način pisanja i izvršavanja je skriptni način (pod npr. Linux-om):
```
#!/usr/bin/env scala

object
 
HrWiki
 
extends
 
App
 
{

    
println
(
"Ovo je programiranje na hrvatskoj wikipediji!"
)

}

HrWiki.main
(
args
)

```

Naravno, bez uporabe App objekta jednostavan program u Scali izgleda ovako:
```
object
 
HrWiki
 
{

    
def
 
main
(
args
:
 
Array
[
String
]):
 
Unit
 
=
 
{

        
println
(
"Ovo je programiranje na hrvatskoj wikipediji!"
)

    
}

}

```

## Sintaksa
- kraj naredbe ne mora završiti delimiterom (najčešće točka-zarez)
- osnovni tipovi podataka pišu se velikim početnim slovom (Int, Double, Boolean) umjesto malim početnim slovom kao u Javi: int, double, boolean.

## Vanjske poveznice
- http://www.scala-lang.org/ - službene internetska stranice Scale